# Torta frita

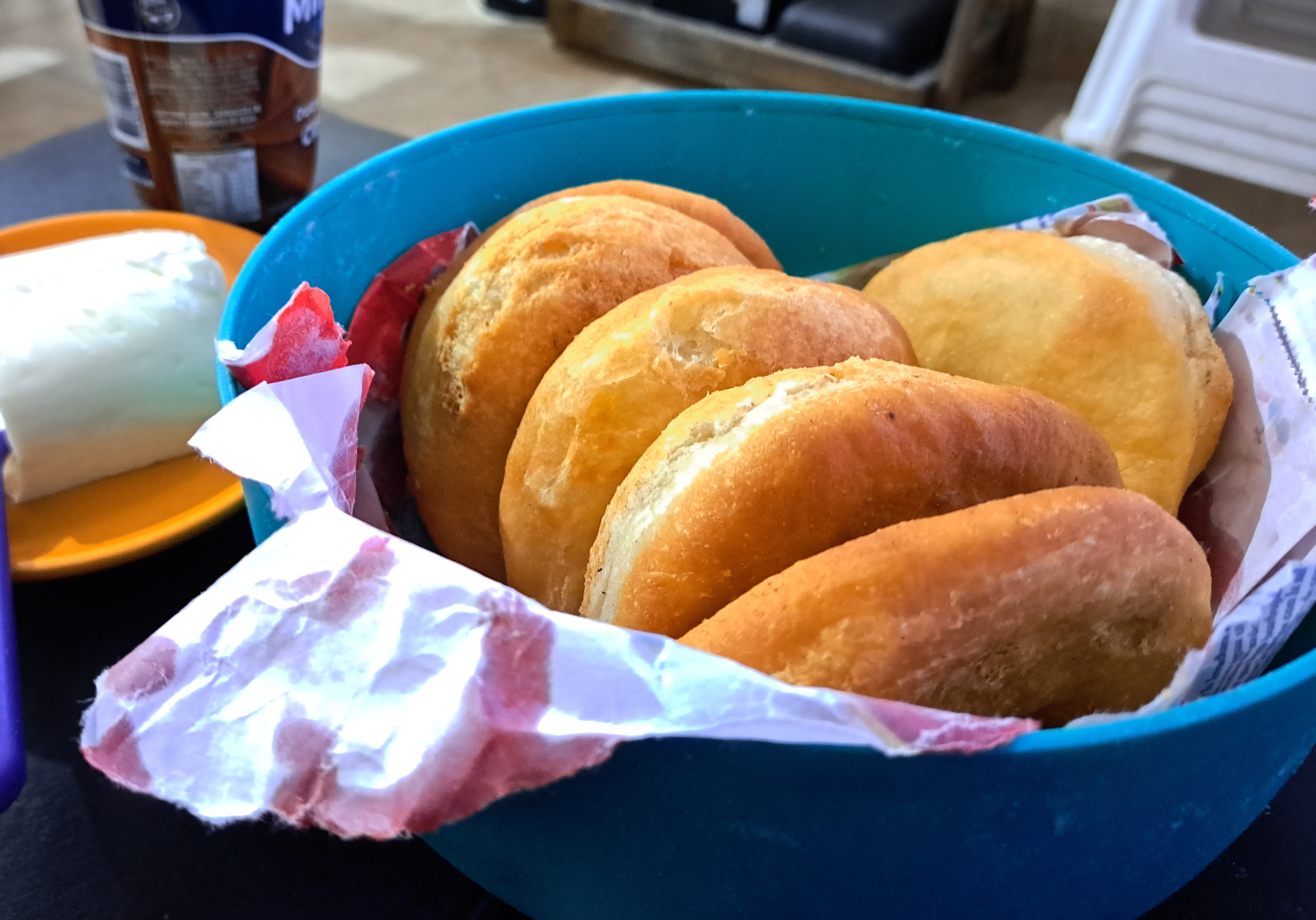
Tortas fritas recién sacadas de la grasa listas para comer

La torta frita (en todo Uruguay y partes de Argentina), pireca (en Paraguay), cachanga (en el Perú), hojaldra (en Panamá y Colombia), sopaipilla (en Chile y la Región de Cuyo, Argentina), chipa amasada (en Misiones), chipá cuerito o chipá chyryrý (en el noreste de Argentina y Paraguay) y frito (en Bolivia y el noroeste de Argentina) es un bocado típico de la gastronomía de Hispanoamérica. La torta frita típica es principalmente uruguaya donde se inició esta tradición durante el siglo XVIII sobre todo en los días lluviosos acompañadas generalmente de mate o un café con leche. Posteriormente se replicó en toda América Latina, aunque con diferentes variantes. Incluso la que imitan en Argentina son más esponjosas y parecidas a un bizcocho muy diferente de la original uruguaya que es fina y generalmente más durita. Las tortas fritas usualmente se preparan de forma redondeada y achatada. También existen variantes que recuerdan por su masa y gusto a los buñuelos. 

## Preparación
Su masa es básicamente la del pan común con un leudado más corto, se compone de harina de trigo, agua tibia y sal. Existen variantes en su preparación en función de distintos agregados como levadura, huevos, leche, azúcar, manteca o grasa. Después de la fermentación se estira la masa, se la corta de la forma deseada y se fríe en grasa vacuna o aceite vegetal neutro. Una vez terminadas se las puede espolvorear con azúcar común o sal. Son de rápida preparación y cocción. 
Por lo general, su forma es circular y tiene un pequeño corte en el centro, como si fuera un ombligo. Algunas veces se hace un agujero redondo al centro, otras veces dos cortes paralelos. Este diseño la caracteriza, su función es que no se forme un globo de masa en el centro y facilitar su cocción.

## Tipos
Son moderadamente saladas, ya que a la masa se le agrega solamente una pizca de sal en algunos casos. Otras recetas adicionan dulce de membrillo dentro de la masa antes de freírlas. Se pueden untar con dulce de leche una vez terminadas.
En el imaginario colectivo, se refuerza la idea de consumirlas como un alimento de ocasión, con la propuesta de que los días de lluvia son ideales para comerlas para acompañar el mate. 
También se cree que el origen de esta costumbre se debe a que antiguamente los gauchos de campaña juntaban el agua de la lluvia para hacer la preparación de la masa, por lo que más adelante quedó la costumbre de hacerlas cuando llueve. Además, se pueden comprar en puestos, en ferias o en calles. Tradicionalmente las tortas fritas son unas de las facturas o bizcochos más utilizados para acompañar al mate.

## Origen
Supone un origen árabe (de su imperio medieval) que tras la invasión árabe de la península ibérica, podría haber sido adoptada por sus habitantes y provocar la creación de variantes originarias de este territorio. Serían los españoles quienes, en masiva inmigración, los llevaron consigo a América. 
En España existen unas tortas de consistencia y sabor idénticos, que se denominan de distintas maneras dependiendo de la región, e incluso de la localidad. Concretamente, en la Alcarria, una comarca castellana, sita entre las provincias de Cuenca y Guadalajara, se las denomina "parpantas" o "papartas". Se elaboran de forma muy similar, y su sabor recuerda al de los buñuelos.
Mantiene similitudes con el kreppel alemán, y al llegar inmigrantes de procedencia germánica (alemanes del Volga y alemanes de Alemania) hacia el sur de Sudamérica, llevaron consigo una suerte de tortas fritas llamada Kreppel en alemán. Sin embargo, ellos se encontraron con que ya era común la preparación de otro tipo de tortas en Sudamérica desde tiempos coloniales. La Kreppelfest de la comunidad germánica es celebrada en varias localidades de Argentina, e incluso se la organiza a nivel provincial. Su nombre fue traducido como la «Fiesta de la torta frita». En Uruguay, también se festeja la Fiesta de la Torta Frita, todos los años y en diferentes rincones del país.

## En Perú
En el Perú, existe un bocadillo similar que se conoce con el nombre de cachanga, y su tamaño es más grande que la circunferencia de un plato y de masa muy delgada. La cachanga se cocina con harina  sin levadura y sal; frita en sartén. Es común en las familias campesinas del Perú. En Pocollay, distrito de Tacna en el sur del Perú, se realiza anualmente el concurso a la mejor sopaipilla que se fríe en una paila. Según algunos investigadores gastronómicos, el origen de la sopaipilla en el Perú se debería a la ocupación del país por parte de tropas chilenas puesto que no se tienen antecedentes anteriores de su existencia en Perú además no es un alimento extendido y conocido en el resto de Perú.[cita requerida]